# Technoseum
Muzeul Technoseum din Mannheim, numit până în 2009 Muzeul Tehnic al landului Baden-Württemberg (Landesmuseum für Technik und Arbeit), este o instituție publică administrată de landul Baden-Württemberg și de orașul Mannheim care are ca funcțiuni documentarea și cercetarea istoriei industriale și tehnice începând cu secolul al XVIII-lea până în prezent. Muzeul a fost inaugurat în 1990.

## Expoziția permanentă
Vizitatorului care parcurge spațiul de expoziție i se oferă cronologic o vedere de ansamblu a industrializării Germaniei și în mod special a regiunii sud-vestice a acestei țări.
Colecțiile care ilustrează prima perioadă a acestei evoluții se axează asupra producției de ceasuri, de hârtie și asupra sectorului de țesătorie. Prin dispunerea exponatelor se înscenează spații de locuit și de muncă tipice pentru perioadele documentate. Un loc important în expoziție îl ocupă și prezentarea mașinilor rutiere, de producție și de birou.
Conform noului concept al muzeului, elaborat în 2009 sub egida directorul Hartwig Lüdtke, perioada din jurul anului 1800 va fi ilustrată prin concentrarea asupra principiilor de mecanică care au influențat evoluția tehnicii epocii și asupra diverselor procedee de măsurare. Tehnica începutului secolului XX va fi, conform acestui concept, reprezentată de experimente în domeniile electromecanicii și al magnetismului precum și de expunerea modului de funcționare al motorului electric. Științele contemporane sunt reprezentate de exemplu de tema resurselor de energie, de informatică, bionică și biologie.

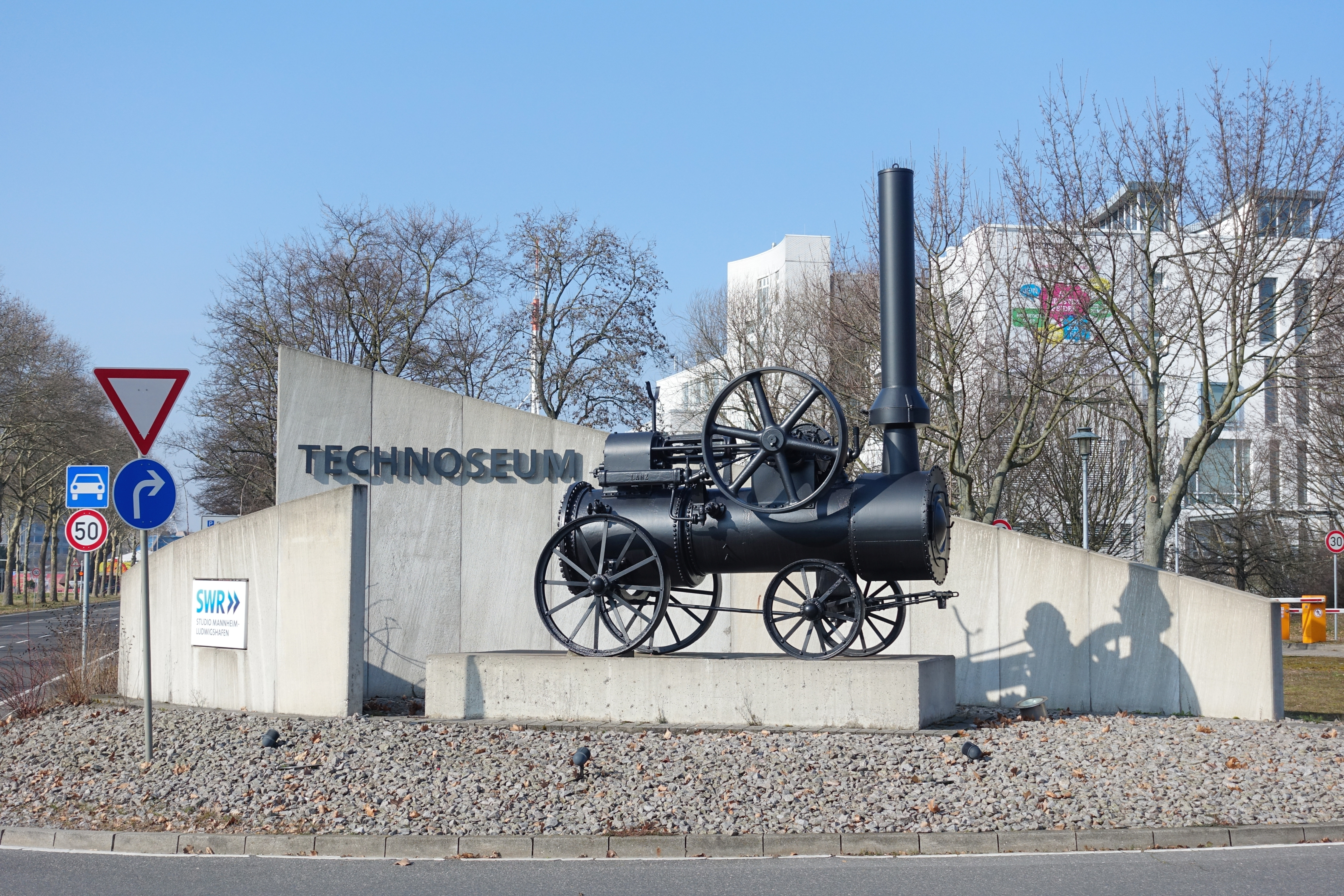
Locomotivă Lanz
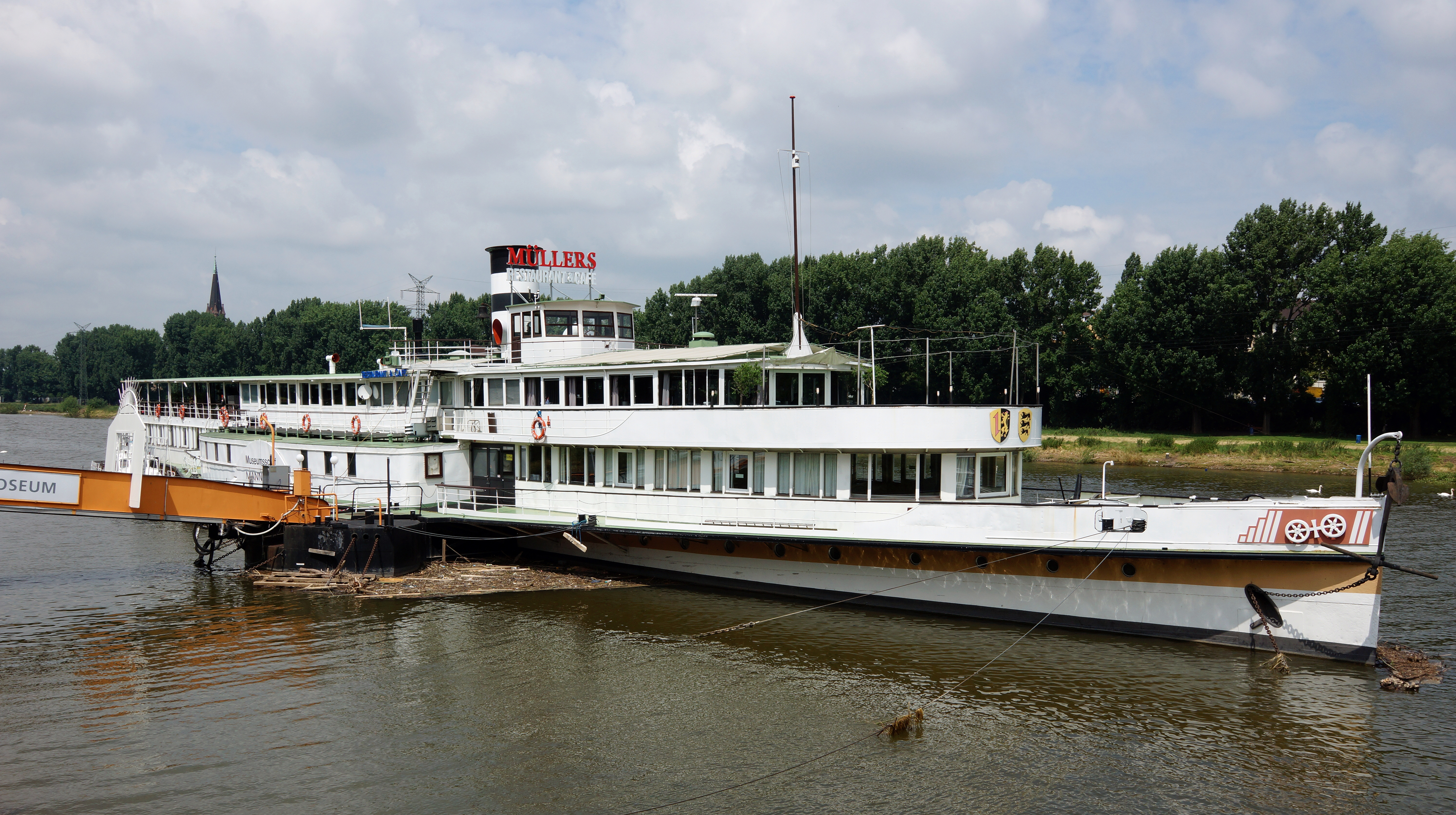
Vaporul muzeului
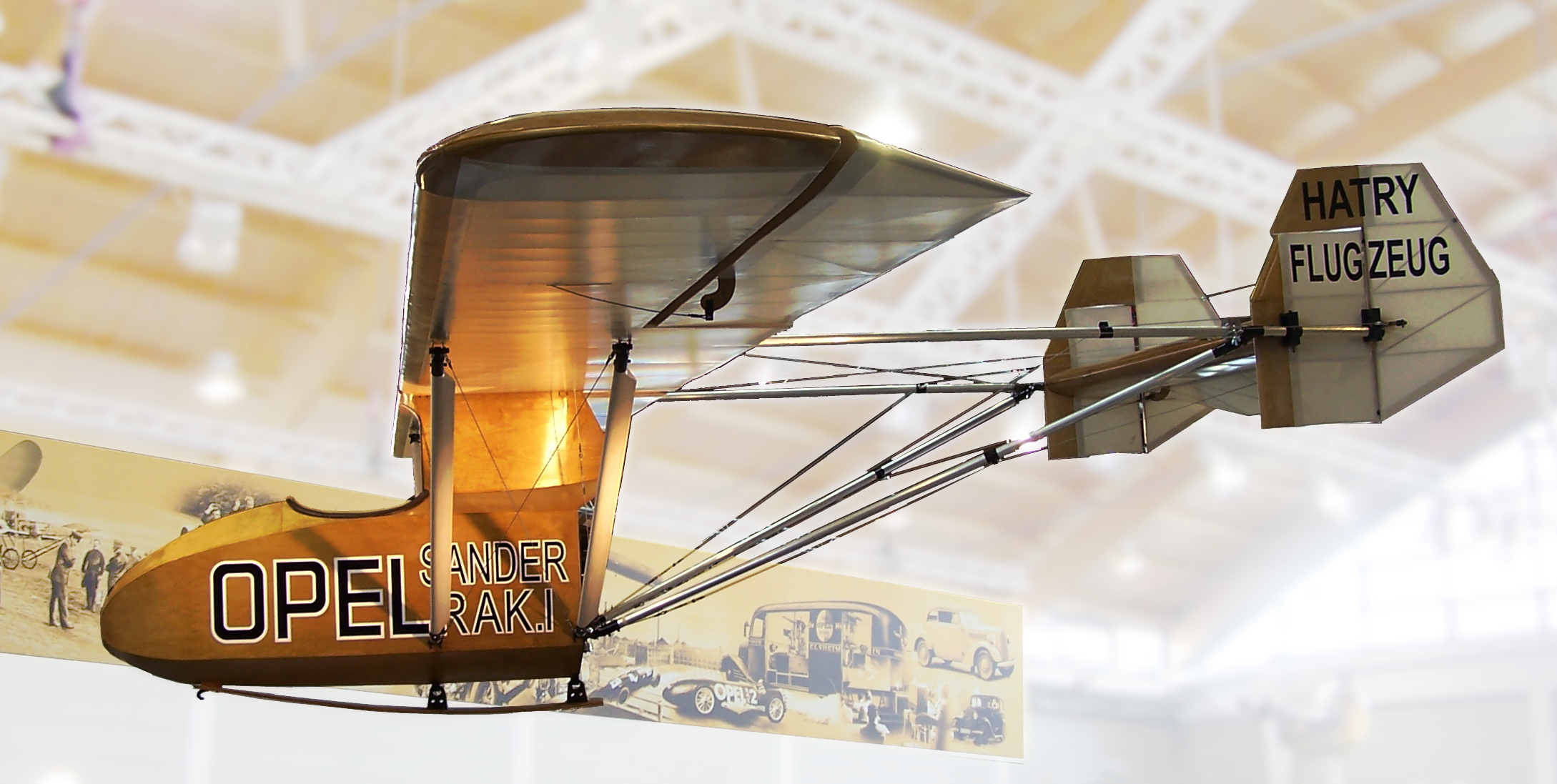
Avion-rachetă din 1929
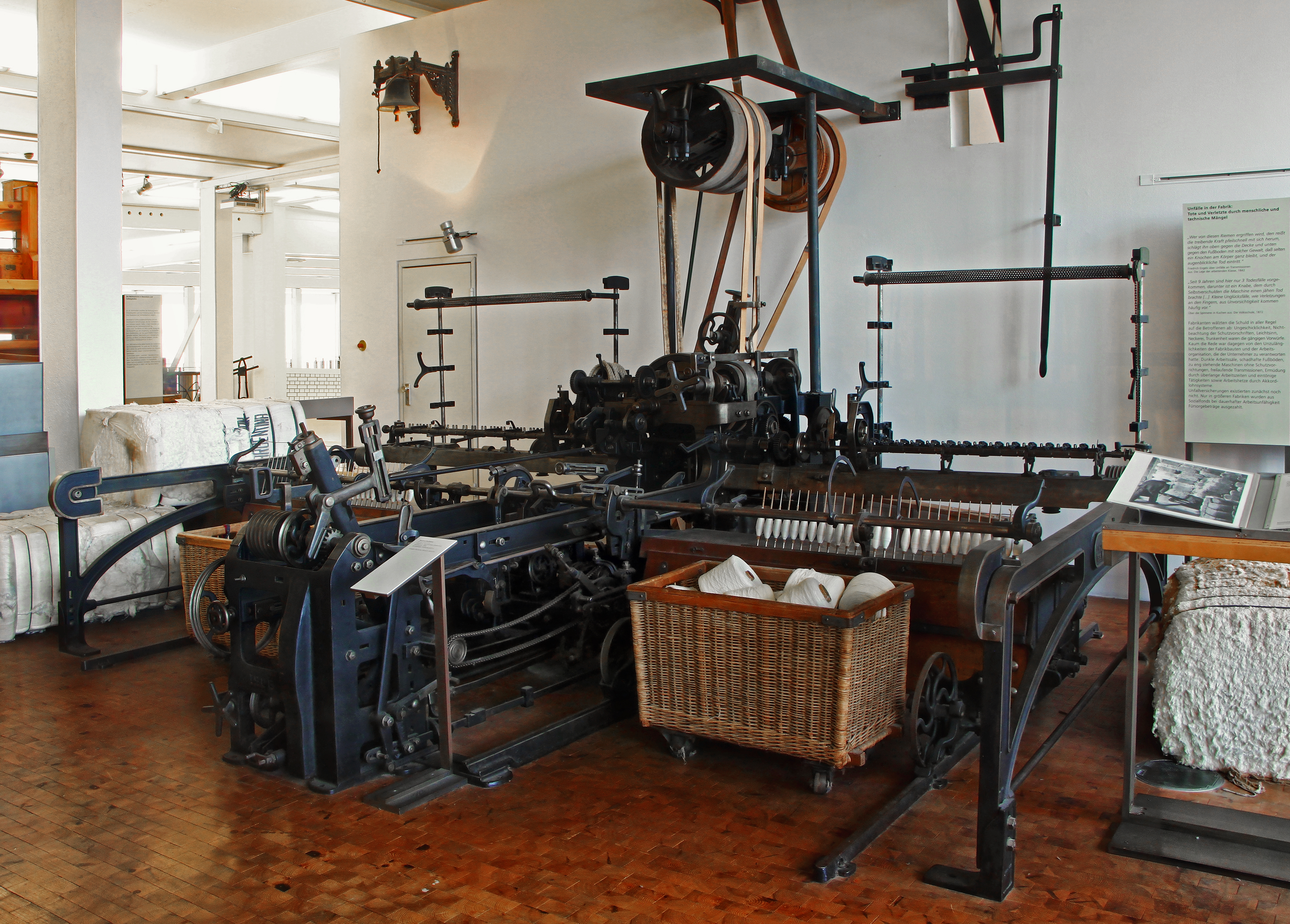
Selfactor din 1906

## Expoziții temporare
Actual este planificată câte o mare expoziție specială pe an. S-a renunțat între timp la expozițiile mai restrânse, foarte specializate, din motive de finanțare.
Câteva exemple de expoziții organizate recent de muzeu: 
- Body Worlds (în germană Körperwelten), expoziție anatomică inițiată de Gunther von Hagens. Controversata expoziție a fost găzduită de muzeu în 1997/98, în prima ei etapă din Europa.
- Jules Verne - Tehnică și ficțiune (1999/2000)
- Creier și gândire (Gehirn und Denken: Kosmos im Kopf) (2001/02)
- Chitara electrică (2004)
- Albert Einstein (2005/06)
- O viziune a invizibilului - Nanoparticule, microsisteme și paraziți (2006/07)
- Macht Musik (2008)

## Edificiul
Clădirea muzeului a fost proiectată de arhitecta berlineză Ingeborg Kuhler. Faza de concepție și de construcție a durat din anul 1982 până în anul 1990. Aspectul exterior este dominat de etajele clădirii, care au aspectul unor planuri înclinate. El este datorat organizării în spirală a spațiului destinat expoziției, care corespunde prezentării exponatelor după criterii cronologice.